# Tulburare de ticuri
Tulburările de ticuri sunt definite în Manualul de diagnostic și clasificare statistică a tulburărilor mintale (DSM) în funcție de tipul acestora (motorii sau vocale) și de durata lor (mișcări bruște, rapide și neregulate).  Acestea sunt definite în mod similar și de Organizația Mondială a Sănătății (prin codurile ICD-10). 

## Clasificare

### DSM-5
A cincea revizuire a Manualului de diagnostic și clasificare statistică a tulburărilor mintale (DSM-5), publicată în mai 2013, clasifică sindromul Tourette și tulburările de ticuri ca tulburări motorii, incluse în categoria tulburărilor de dezvoltare neurologică.  Deși sunt încadrate în categoria tulburărilor motorii, ticurile pot include atât manifestări motorii, cât și vocale, conform definițiilor DMS-5.
Tulburările de ticuri sunt, în funcție de severitatea acestora, în ordine crescătoare, următoarele: 
- 307.20 Altă tulburare de ticuri specificată (se specifică motivul)
- 307.20 Tulburare de ticuri nespecificată
- 307.21 Tulburare de ticuri provizorie
- 307.22 Tulburare de ticuri motorii sau vocale persistentă (cronică) (se specifică dacă este motorie sau vocală)
- 307.23 Tulburarea Tourette/Sindromul Tourette

Tulburarea de coordonare a dezvoltării (DCD), cunoscută și sub numele de dispraxie) și tulburarea de mișcare stereotipă sunt, de asemenea, clasificate ca tulburări motorii.  

### ICD-10
Codurile de diagnostic medical conform ICD10 sunt următoarele: 
- F95.0 Tulburare de ticuri tranzitorie
- F95.1 Tulburare de ticuri motorii sau vocale cronică
- F95.2 Tulburare de ticuri motorii multiple combinate cu ticuri vocale [ Sindromul Gilles de la Tourette]
- F95.8 Alte tulburări de ticuri
- F95.9 Tulburare de ticuri, nespecificată

## Diagnostic
Trebuie făcută o distincție clară între ticuri și alte cauze ale manifestărilor asemănătoare precum tourettismul (sindrom asemănător cu sindromul Tourette, dar apărut secundar altor afecțiuni sau tratamente) stereotipiile, coreea (mișcări involuntare, rapide, asemănătoare unui dans), diskineziile, mioclonisul și tulburarea obsesiv-compulsivă . 

## Tratament
Consilierea medicală de bază și o strategie de tip „ așteaptă și observă” reprezintă, în multe cazuri, singurele măsuri necesare, iar majoritatea persoanelor cu ticuri nu solicită tratament. Atunci când situația o impune, abordarea terapeutică a tulburărilor de tic  este similară cu cea aplicată în cazul sindromului Tourette .  Prima etapă a tratamentului constă în terapia comportamentală, urmată de medicație (cel mai adesea, aripiprazol ) în cazul în care terapia comportamentală nu dă rezultate. 
Deși terapia comportamentală este tratamentul recomandat de primă linie, multe persoane cu ticuri nu beneficiază de el din cauza lipsei de psihoterapeuți specializați. 

## Epidemiologie
Tulburările de ticuri sunt diagnosticate mai frecvent la bărbați decât la femei. 
Cel puțin unul din cinci copii prezintă o formă de tulburare de ticuri, cel mai frecvent între șapte și doisprezece ani.    Sindromul Tourette reprezintă forma mai severă a unui spectru de tulburări de ticuri, despre care se consideră că au la bază aceeiași vulnerabilitate genetică. Cu toate acestea, majoritatea cazurilor de sindrom Tourette nu sunt severe. Deși un număr semnificativ de studii indică existența unei legături genetice între diferitele tulburări de ticuri, sunt necesare cercetări suplimentare pentru a confirma această relație. 

## Istoric

### DSM-IV-TR
În cea de a patra revizie a DSM ( DSM-IV-TR ), tulburările caracterizate prin ticuri, erau fost clasificate după cum urmează: 
- Tulburarea de ticuri tranzitorii constă în prezența mai multor ticuri motorii și/sau vocale, cu o durată de cel puțin 4 săptămâni, dar mai puțin de 12 luni.
- Tulburarea cronică de ticuri implica ticuri motorii sau vocale, fie un singur tic, fie mai multe, însă nu ambele tipuri, cu o durată mai mare de un an.
- Sindromul Tourette era diagnosticat atunci când ambele tipuri de ticuri (motorii și vocale) erau prezente pe o durată mai mare de un an.
- Tulburare de ticuri nespecificată (NOS) era diagnosticată atunci când ticurile erau prezente, dar nu îndeplineau criteriile pentru niciuna dintre tulburările de tic specifice.

### De la DSM-IV-TR la DSM-5
DSM-5 a fost publicat în anul 2013, actualizând DSM-IV-TR, care fusese publicat în anul 2000.
Au fost aduse următoarele modificări::   
- Cuvântul „stereotip” a fost eliminat din definiția ticurilor deoarece tulburările de mișcare stereotipe sau stereotipice  sunt frecvent diagnosticate greșit cu ticuri sau ca sindrom Tourette. [17] Definiția termenului „tic” a fost uniformizată pentru toate tipurile de tulburări de ticuri, iar eliminarea cuvântului „stereotip” a avut scopul de a distinge mai clar între stereotipii (frecvent întâlnite în tulburările din spectrul autist ) și tulburările de ticuri. [18]
- Tulburarea de ticuri provizorie a înlocuit aproximativ tulburarea de ticuri tranzitorie: Acest lucru s-a datorat faptului că ticurile care apar inițial pot fi ulterior diagnosticate ca tulburare de ticuri cronică sau ca sindrom Tourette. Termenul „tranzitorie” sugera că diagnosticul putea fi pus doar retrospectiv, deși această percepție nu reflecta definiția din DSM-IV-TR. [12] Termenul „provizorie” „îi mulțumește pe experți datorită unei abordări epidemiologice mai sistematice a tulburărilor”, însă nu ar trebui să implice că tratamentul nu ar fi necesar. [18]
- Diferențierea dintre tulburarea cronică de ticuri motorii și cea de ticuri vocale: DSM-5 a adăugat o specificație pentru a face distincția între ticurile vocale și cele motorii cronice. Această distincție a fost introdusă deoarece, în cazul ticurilor vocale, se observă o rată mai ridicată a diagnosticului comorbid, comparativ cu ticurile motorii.[18]
- DSM-5 include acum în categoria tulburării Tourette și pacienții care au avut ticuri, dar care au experimentat o remisie de 3 luni sau mai mult de la debutul primului tic, atât timp cât primul tic a apărut cu cel puțin un an în urmă. [18] [19]
- Ipoteza conform căreia utilizarea stimulentelor ar cauza tulburări de tic a fost eliminată: nu există dovezi care să susțină că stimulentele determină apariția acestor tulburări.
- Noi categorii: „Alte tulburări de tic specificate” și „Tulburări de tic nespecificate”: sunt utilizate pentru acele tulburări care cauzează o afectare semnificativă a individului, dar care nu îndeplinesc pe deplin criteriile pentru celelalte tipuri de tulburări de tic. [6]  Aceste noi categorii includ ticurile cu debut la vârsta adultă,[6] precum și ticurile declanșate de alte afecțiuni medicale sau de consumul ilicit de droguri. [18]

[[Categorie:Articole cu surse în limba franceză (fr)]]
1. 1 2 3  Disease Ontology, accesat în 15 mai 2019
2. ↑  „DSM-IV-TR: Tourette's Disorder”. Diagnostic and Statistical Manual of Mental Disorders (ed. 4th text revision (DSM-IV-TR)). American Psychiatric Association. 2000. ISBN 0-89042-025-4.
3. ↑  „Tourette syndrome and tic disorders: a decade of progress”. Journal of the American Academy of Child and Adolescent Psychiatry. 46 (8): 947–968. august 2007. doi:10.1097/chi.0b013e318068fbcc. PMID 17667475.
4. ↑  Deși sunt încadrate în categoria tulburărilor motorii, ticurile pot include atât manifestări motorii, cât și vocale, conform definițiilor DSM-5.
5. ↑  Deși sunt încadrate în categoria tulburărilor motorii, ticurile pot include atât manifestări motorii, cât și vocale, conform definițiilor DSM-5.
6. 1 2 3 4 5 6  American Psychiatric Association (2013). Diagnostic and Statistical Manual of Mental Disorders (ed. Fifth). Arlington, VA: American Psychiatric Publishing. pp. 81–85. ISBN 978-0-89042-555-8.
7. 1 2  „Highlights of changes from DSM-IV-TR to DSM-5” (PDF). American Psychiatric Association. 2013. Arhivat din original (PDF) la 3 februarie 2013. Accesat în 5 iunie 2013.
8. ↑  „Tourette's: syndrome, disorder or spectrum? Classificatory challenges and an appraisal of the DSM criteria”. Asian Journal of Psychiatry. 11: 106–113. octombrie 2014. doi:10.1016/j.ajp.2014.05.010. PMID 25453712.
9. ↑  „ICD Version 2006”. World Health Organization. Accesat în 24 mai 2007.
10. ↑  „European clinical guidelines for Tourette syndrome and other tic disorders. Part II: pharmacological treatment”. European Child & Adolescent Psychiatry. 20 (4): 173–96. aprilie 2011. doi:10.1007/s00787-011-0163-7. PMC 3065650 . PMID 21445724.
11. 1 2  „European clinical guidelines for Tourette syndrome and other tic disorders: summary statement”. European Child & Adolescent Psychiatry. 31 (3): 377–382. martie 2022. doi:10.1007/s00787-021-01832-4. PMC 8940881 . PMID 34244849.
12. 1 2  „Provisional Tic Disorder: What to tell parents when their child first starts ticcing”. F1000Research. 5: 696. 2016. doi:10.12688/f1000research.8428.1. PMC 4850871 . PMID 27158458.
13. ↑  „Tourette Syndrome Fact Sheet”. National Institutes of Health (NIH). Arhivat din original la 23 martie 2005. Accesat în 23 martie 2005.
14. ↑  „Tourette syndrome: current controversies and the battlefield landscape”. Current Neurology and Neuroscience Reports. 5 (5): 329–31. septembrie 2005. doi:10.1007/s11910-005-0054-8. PMID 16131414.
15. ↑  „Is it a tic or Tourette's? Clues for differentiating simple from more complex tic disorders”. Postgraduate Medicine. 108 (5): 175–6, 179–82. octombrie 2000. doi:10.3810/pgm.2000.10.1257. PMID 11043089.
16. ↑  „DSM-5 provides new take on neurodevelopment disorders”. Psychiatric News. 48 (2): 6–23. 18 January 2013. doi:10.1176/appi.pn.2013.1b11. Arhivat din original la 2014-10-29. Accesat în subscription. Verificați datele pentru: |access-date= (ajutor)
17. ↑  „Background: Childhood Habit Behaviors and Stereotypic Movement Disorder”. Medscape. Accesat în 6 octombrie 2013.
18. 1 2 3 4 5  „Tic disorders and Tourette's syndrome”. European Child & Adolescent Psychiatry. 22 (Suppl 1): S55–60. februarie 2013. doi:10.1007/s00787-012-0362-x. PMID 23224240.
19. ↑  Black, Kevin J. (17 februarie 2018). „ADHD medications and tics”. Washington University School of Medicine.